# تعددية هيكلية
التعددية الهيكلية مفهوم يستخدم لدراسة الطريقة التي يتم بها تنظيم المجتمعات وعلى وجه التحديد وسيلة لشرح تغطية الاختلافات في أسواق وسائل الإعلام. ويرتبط ذلك بالأدب الفلسفي والاجتماعي والتواصلي.
التعددية الهيكلية هي ما يجعل المجتمع المدني شكلاً فريدًا من أشكال المجتمع المتحضر (مورتون، 2000). وتمثل التعددية الهيكلية مدى ما للمجتمع من بنية مفتوحة وشاملة لتسمح لأصوات الأقليات والآراء بأن تُسمع عندما يعالج المواطنون ومجموعات المواطنين المشاكل المجتمعية (يونج، 1999).
تُناقش المجتمعات من حيث وجود مؤسسات مشتركة، مثل الحكم أو الهيئات السياسية الأخرى والدينية والمؤسسات التعليمية والاقتصادية. حيث تساعد هذه الهيئات أو المؤسسات في الحفاظ على النظام الاجتماعي داخل المجتمع.
يأتي هذا المفهوم من مجال علم الاجتماع، ولكن تنبع قبل ذلك في كتابات هيجل (1821) عن المجتمع المتحضر. كما يأتي ذلك أيضًا من الكتابات الوظيفية ل إميلي دوركهايم و هربرت سبينسر (هندمان، 1999).
يكتب دوركهايم بأن هناك نوعين من مبادئ تنظيم المجتمعات وأن معظمها مثل مجتمعات ما قبل الحداثة والتي تسمى مجتمعات التضامن الميكانيكي التي كانت فيها الأسر العرقية والموسعة مركزية وهذا ما سُمي بـ التضامن العضوي الذي يتناول علاقات الاعتماد المتبادل القائم على مكونات أخرى مثل العمل والمنظمات الاجتماعية (دوركهايم، 1933). تتساوى هذه المجتمعات اليوم مع المجتمعات الريفية والحضرية على التوالي.

## مفهوم التعددية الهيكلية في الصحافة
ساعد أولين ودونوهيو وتيتشينور (1978، تيتشينور، أولينودونوهيو، 1980) على طي هذا المفهوم في أنظمة الاتصالات عندما لاحظوا أن التعددية الهيكلية لها تأثير على الطريقة التي يتم بها تقديم الأخبار. فقاموا ببناء نموذج للتعددية الهيكلية من خلال العديد من الدراسات والمنشورات التي أظهرت فيما بعد كيفية عمل قوة العلاقات خلال نهج النظم (دونوهيو، أولين وتيتشينور، 1985؛ تيتشينور، أولين ودونوهيو،1980).
وحيث إنه عادة ما تكون وسائل الإعلام داعمة للنظام الاجتماعي والمؤسسات وهي كذلك معتمدة عليهم للوصول إليهم وجمع المواد التي من شأنها أن تكون مفيدة للجمهور، فإنهم غالبًا ما يعكسون هيكل السلطة للمجتمع. غالبًا ما يتم استبعاد الحركات أو الجماعات أو المناقشات التي تنتقد البنية الاجتماعية من الصحف في المجتمعات التي يوجد فيها هيكل سلطة مركزي قوي. ومثالاً على هذا المجتمع أن يكون البلدة التي يعمل فيها جزء كبير من البالغين في عمل واحد أو صناعة واحدة. فربما يؤدي انتقاد هذا العمل التجاري أو الصناعة لتقويض إيمان أفراد المجتمع فيها ويؤدي إلى اضطرابات اجتماعية.
في البداية سمحت أعمال معسكر أولين وتيتشينور ودونوهيو لنا بأن نرى كيفية انعكاس التنوع في المجتمعات في أسلوب الإبلاغ لوكالات الأنباء. فكثيرًا ما يبلغ عن الصراع داخل المجتمعات في المناطق الأكبر والأقل تجانسًا.
بالرغم من ذلك، جاءت كتابات بريد (1958) وباليتز وريشتر ومكلنتاير (1971) قبل كتابات أولين وتيتشينور دونوهيو تلك. ففي هذه القطع الأصلية، نوقش عدم وجود انتقادات من قبل الصحافة على أصحاب السلطة المركزية.
لقد بحثت دراسات أخرى أثر التعددية الهيكلية على الصحافة وأظهرت أن المرأة غالبًا ما تكون أكثر تمثيلًا في المناطق التي فيها تنوع عرقي كبير (أرمسترونغ، 2002)؛ إن الصحف في المجتمعات الأكثر تنوعا ستكون أقل عرضة لتجاهل مواضيع الاحتجاج أو الكتابة عنهم بطريقة مختصرة (ستين وآخرون،2003)، وغيرهم.
وقد نوقشت التعددية الهيكلية في مذكرات القانون كتحول نمطي بشأن خصخصة المؤسسات الحكومية (روبرتس، 2001).